# Manfred Michael
Manfred Michael (* 18. Juli 1926) ist ein ehemaliger deutscher Fußballspieler. In der DDR-Oberliga bestritt er für die SG Volkspolizei/Dynamo Dresden und den SC Dynamo Berlin 178 Erstligaspiele. Mit Dresden wurde er DDR-Meister und Pokalsieger. 

## Sportliche Laufbahn
1949/50 spielte Michael für die SG Volkspolizei Potsdam in der zweitklassigen Landesliga Brandenburg. Anschließend gehörte er zum Kreis des in Forst zusammengezogenen Sichtungskader aus allen VP-Sportgemeinschaften der DDR, aus dem die besten Talente für die SG Volkspolizei Dresden ausgewählt werden sollten. Die SG VP Dresden sollte von der Saison 1950/51 an als Spitzenmannschaft der Sportvereinigung Deutsche Volkspolizei in die Oberliga des Deutschen Sportausschusses eingegliedert werden. Der 24-jährige Michael war unter den Auserwählten und wurde bereits in den ersten Spielen der Oberliga eingesetzt. 
Als Abwehrspieler hatte Michael von Beginn an einen Stammplatz inne. Bis zum Ende der Saison 1953/54 bestritt er 116 der 130 in vier Spielzeiten ausgetragenen Punktspiele. Er war auch im Entscheidungsspiel um die DDR-Meisterschaft 1953 dabei, das die Dresdner mit 3:2 n. V. gegen die BSG Wismut Aue gewannen. Kurz zuvor war die Sportgemeinschaft in SG Dynamo Dresden umbenannt worden. Ebenso stand Michael 1952 im Endspiel um den DDR-Fußballpokal, in dem Dresden die BSG Einheit Pankow mit 3:0 besiegte. 
Nachdem Michael auch die ersten acht Punktspiele der Spielzeit 1954/55 für die SG Dynamo Dresden bestritten hatte, wurde die Mannschaft auf Geheiß der DDR-Sportführung nach Ost-Berlin umgesiedelt, um als SC Dynamo Berlin die sportliche Bedeutung der „Hauptstadt der DDR“ durch eine zweite Oberligamannschaft (neben ZSK Vorwärts Berlin) aufzuwerten. Michael bestritt für Berlin auch die weiteren Punktspiele bis zur Winterpause, musste danach aber erstmals in seiner Oberligalaufbahn aufgrund von Verletzungen mehrmals pausieren, sodass er von den 13 Oberligaspielen der Rückrunde nur fünf Begegnungen bestreiten konnte. Im Sommer und Herbst 1955 wurde im DDR-Fußball eine so genannte Übergangsrunde durchgeführt, um danach die Spielzeiten dem Kalenderjahr anzugleichen. Michael kam erst am siebten Spieltag der Runde wieder in die Oberligamannschaft, um danach auch noch die restlichen sechs Punktspiele zu absolvieren. Die Saison 1956 begann Michael wieder als Stammspieler, verletzte sich im Sommer aber erneut und konnte so nur 17 der 26 Punktspiele bestreiten. Der SC Dynamo beendete die Saison als Absteiger, sodass Michael seine Karriere 1957 als Zweitligaspieler in der DDR-Liga fortsetzen musste. Auch in dieser Spielzeit fiel er für mehrere Wochen aus und fehlte bei sechs der 26 Punktspiele. Dem SC Dynamo gelang umgehend die Rückkehr in die Oberliga, doch die Saison 1958 war für Michael die letzte Spielzeit in der Oberliga, er kam noch einmal auf 18 Einsätze. 
Nach 124 Oberligaspielen für die SG Volkspolizei/Dynamo Dresden (7 Tore) und 54 Erstligaspielen für Dynamo Berlin wechselte Michael 1959 zur SG Dynamo Hohenschönhausen in die drittklassige II. DDR-Liga, der er noch im selben Jahr zum Aufstieg in die DDR-Liga verhalf. Dort absolvierte er noch 13 Punktspiele für Hohenschönhausen, um danach seine Laufbahn im höherklassigen Fußball zu beenden. 